# أرت ستيفنز
أرت ستيفنز (بالإنجليزية: Art Stevens)‏ هو منتج أفلام وكاتب سيناريو ومخرج أمريكي، ولد في 1 مايو 1915 في Roy, Montana ‏ في الولايات المتحدة، وتوفي في 22 مايو 2007 في إستوديو سيتي ‏ في الولايات المتحدة.

## وصلات خارجية
- أرت ستيفنز على موقع IMDb (الإنجليزية)
- أرت ستيفنز على موقع ألو سيني (الفرنسية)
- أرت ستيفنز على موقع أول موفي (الإنجليزية)
- أرت ستيفنز على موقع قاعدة بيانات الأفلام السويدية (السويدية)
- أرت ستيفنز على موقع قاعدة بيانات الفيلم (الإنجليزية)
- أرت ستيفنز على موقع كينوبويسك (الروسية)